# Erythróza
Erythróza je monosacharid patřící mezi tetrózy a aldózy. V přírodě se vyskytuje enantiomer nazývaný D-erythróza, který je i diastereomerem D-threózy.

Fischerovy projekce obou enantiomerů erythrózy

Erythrózu poprvé izoloval Louis Feux Joseph Garot roku 1849 z rebarbory a pojmenoval ji po řeckém výrazu pro červenou barvu (ἐρυθρός), protože v přítomnosti alkalických kovů tvořila červené zbarvení.
Erythróza 4-fosfát je meziproduktem pentózofosfátového a Calvinova cyklu.
Pro některé bakterie je erythróza jediným zdrojem energie.